# Pico Pienzu
El pico Pienzu, con 1161 m s. n. m., es el punto culminante de la sierra litoral asturiana del Sueve.
La ruta más típica para alcanzar su cumbre parte del mirador del Fito, en cuyo lado opuesto hay marcado un sendero que, discurriendo entre pinares alcanza la majada del Bustaco, una gran pradería con una fuente en la que suelen pastar asturcones. Desde allí, un empinado camino alcanza otra majada, la de Mergullines, en la que hay otra fuente. La cumbre, con una enorme cruz de hierro coronándola, es fácilmente accesible desde ahí. Las vistas son magníficas, tanto de toda la costa centro-oriental de Asturias como de las cadenas montañosas de la zona central y sur, destacando los Picos de Europa. Bajando en dirección sur-oeste se puede alcanzar con facilidad la segunda cumbre del Sueve: el pico Miruellu.

## Toponimia
Nunca debe confundirse el pico Pienzu con el pico Pierzu, situado entre los concejos de Amieva y Ponga.

## La cruz de hierro

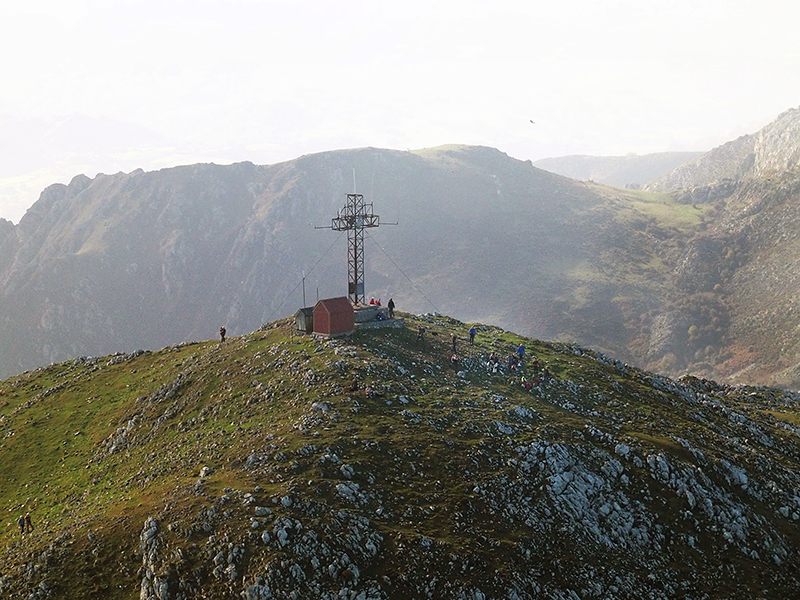
Vista aérea de la cruz de hierro del pico Pienzu.

En el año 1954 se colocó una cruz de madera dieciséis metros que coronaba la cumbre del Pienzu con la ayuda de numerosos vecinos de la zona del Sueve, aunque ya en 1915 había sido construida una cruz de madera de siete metros que pronto sucumbió a los embates de la intemperie y hubo de ser sustituida por una cruz, también de madera, mayor y más alta y resistente, que también fue destruida por un temporal. Las cruces que sucesivamente se fueron colocando fueron una donación de los hermanos Victorero de Lastres. 
La cruz de hierro, que actualmente corona la cumbre, fue construida y colocada por la empresa asturiana Industrias Alqui en el año 1973 por donación de los anteriormente mencionados hermanos Victorero.

## Ruta al Pico Pienzu desde Cofiño
Desde la aldea de Cofiño,en el concejo de Parres ya a tan solo 5 kilómetros de Arriondas se puede realizar una ruta de gran belleza y poca dificultad, recientemente señalizada, que llevara hasta el pico Pienzu, si bien en el último tramo se comparte con la conocida ruta que parte desde el mirador del Fito. Hay un panel descriptivo en la entrada del pueblo que dará las pautas para comenzar la ruta así como toda la información necesaria sobre la misma.
La dificultad es básica, el desnivel a  salvar no es nada importante y se cubre esta ruta en unas dos horas y media para subir hasta la cruz y unas dos horas escasa para bajar hasta la aldea.

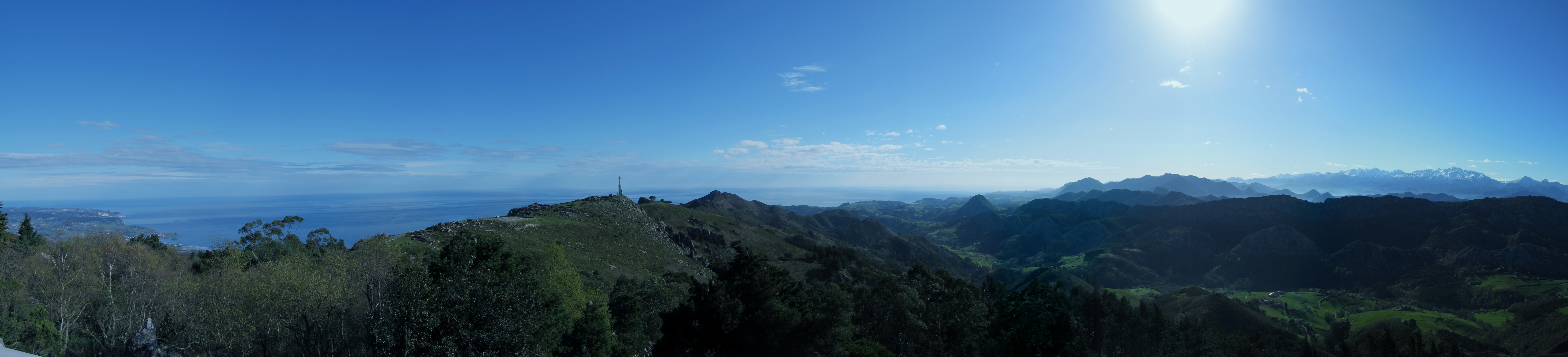
Vista panorámica desde el Pico Pienzu, Asturias